# Gulkronad blomsterpickare
Gulkronad blomsterpickare (Dicaeum anthonyi) är en fågel i familjen blomsterpickare inom ordningen tättingar.

## Utseende och läten
Hane gulkronad blomsterpickare har glansigt svart ovansida, ljus undersida (vitare på strupen) och ett gult hjässband som gett arten dess namn. Honan är olivgrön undertill. Arten liknar svartvit blomsterpickare, men hanen urskiljer sig genom det gula på hjässan och honan har mer gulaktig buk. Bland lätena hörs en ljus, fallande vissling och ett vasst "tsik!".

## Utbredning och systematik
Gulkronad blomsterpickare förekommer enbart i bergsskogar på ön Luzon i norra Filippinerna. Brandkronad blomsterpickare (Dicaeum kampalili) behandlades tidigare som en del av anthonyi. Sedan 2016 urskiljs den dock som egen art av  Birdlife International och naturvårdsunionen IUCN, sedan 2021 även av tongivande International Ornithological Congress.

## Status
Arten har ett relativt stort utbredningsområde och beståndet anses vara stabilt. Internationella naturvårdsunionen IUCN listar den därför som livskraftig (LC).

## Namn
Fågelns vetenskapliga artnamn hedrar Alfred Webster Anthony (1865–1939), amerikansk gruvingenjör och ornitolog.